# 북 디포지터리
북 디포지터리(Book Depository, 구 The Book Depository)는 영국 글로스터에 본사를 둔 온라인 서점이었다. 전직 아마존 (기업) 직원이 설립한 이 회사는 2004년부터 2023년까지 운영되었다.

## 역사
이 회사는 앤드루 크로퍼드(전 아마존 직원)와 스튜어트 펠튼(Stuart Felton)이 2004년에 설립했다. 그 모토는 선택, 접근성 및 경제성을 개선하여 "모든 책을 모두가 이용할 수 있도록"하는 것이었다.
2011년 7월 4일에 아마존에 인수되었다. 이 움직임으로 인해 평론가들은 영국 도서 시장에서 아마존의 '목조르기'(자유행동방해)에 대해 걱정하게 되었다.
2023년 4월 5일, 아마존은 2023년 4월 26일에 북 디포지터리를 폐쇄할 것이라고 발표했다.

## 서비스
이 회사는 '더 적게'라는 철학을 지닌 대규모 카탈로그를 보유하고 있었다. 160개 이상의 국가로 무료 배송을 제공했다.

## 같이 보기
- AbeBooks